# Comocladia pubescens
Comocladia pubescens är en sumakväxtart som beskrevs av Adolf Engler. Comocladia pubescens ingår i släktet Comocladia och familjen sumakväxter. Inga underarter finns listade i Catalogue of Life.